# 普拉特伍茲 (密蘇里州)
普拉特伍茲（英語：Platte Woods）是位於美國密蘇里州普拉特縣的城市。

## 人口
根據2020年美國人口普查的數據，普拉特伍茲的面積為1.01平方千米，皆為陸地。當地共有人口394人，而人口密度為每平方千米390人。